# Masao Kiba
Masao Kiba (jap. 木場 昌雄 Kiba Masao; ur. 6 września 1974) – japoński piłkarz występujący na pozycji obrońcy.

## Kariera klubowa
Od 1993 do 2010 roku występował w klubach Gamba Osaka, Avispa Fukuoka, Valiente Toyama, Mi-O Biwako Kusatsu i Customs Department.